# Ankie Beilke

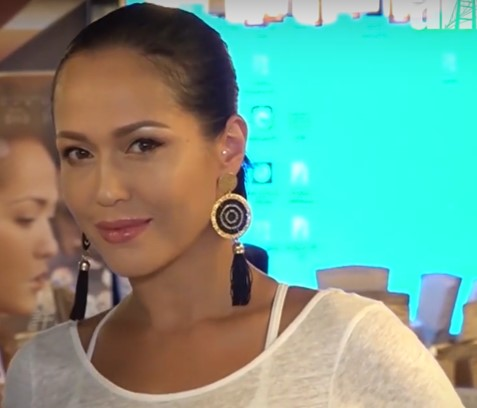
Ankie Beilke

Ankie Beilke (* 25. September 1980 in Düsseldorf) ist eine deutsch-chinesische Schauspielerin und Model.

## Leben
Ankie Beilke wurde 1980 in Düsseldorf als Tochter der chinesischen Schauspielerin Ankie Lau geboren. Im Alter von sieben Jahren stand sie erstmals an der Seite ihrer Mutter vor der Kamera. Später besuchte sie verschiedene Kurse am Lee Strasberg Theatre and Film Institute, am Fashion Institute of Technology in New York City sowie am Santa Monica College. Beilke spricht neben ihrer Muttersprache Englisch auch fließend Deutsch, Mandarin und Kantonesisch.
In Deutschland erreichte sie 2009 größere Bekanntheit mit der Rolle der Lee Fu in Michael Herbigs Kinofilm Wickie und die starken Männer.
Neben ihrer Arbeit als Schauspielerin ist Ankie Beilke auch als Model tätig. 2017 bekam sie ihr erstes Kind.

## Filmografie (Auswahl)
- 1997: Hong Kong – Eine Liebe fürs Leben (Last Chance Love)
- 2006: Unter weißen Segeln (Folge Träume am Horizont)
- 2006: Confession of Pain (Seung sing)
- 2007: Beauty and the 7 Beasts (七擒七縱七色狼 Qi qin qi zong qi se lang)
- 2007: Das Traumschiff (Folge Shanghai)
- 2007: Die Blüten der Sehnsucht (Fernsehfilm)
- 2008: Connected (Bo chi tung wah)
- 2008: The Vampire Who Admires Me (有隻殭屍暗戀你 Yau chat guen see um leun nei)
- 2009: Das Traumhotel (Folge Malaysia)
- 2009: Wickie und die starken Männer
- 2010: Perfekt Wedding (抱抱俏佳人 Po po chiu kai yan)
- 2012: Naked Soldier
- 2013: The Mercury Factor
- 2015: Utta Danella – Lisa schwimmt sich frei
- 2016: A Wishing Tree
- 2016: Faustine (Kurzfilm)
- 2021: Rogue Trader
- 2022: Hubert ohne Staller (Folge Ein Paket zu viel)

## TV (Auswahl)
- 1987: Derrick – Nachtstreife
- 2013: Brother’s Keeper/TVB-Drama-Show
- 2014: Line Walker (Traditional Chinese: 使徒行者; literally „Apostle Walker“)/TVB-Drama-Show